# Pere Tur i Palau
Pere Tur i Palau (Eivissa, 1851 - Madrid, 1907) fou un militar, advocat i polític eivissenc, diputat a les Corts Espanyoles durant la restauració borbònica, pertanyent a una família de la noblesa d'Eivissa.

## Biografia
Llicenciat en dret, treballà com a assessor jurídic de la Comandància de Marina i Cadet de l'Armada Espanyola per Reial Gràcia. Cap del Partit Conservador a Eivissa, fou elegit diputat per aquesta circumscripció a les eleccions generals espanyoles de 1899 i 1903. Fou germà del polític eivissenc, i també diputat a Corts Lluís Tur i Palau i del General Joan Tur i Palau. Fill il·lustre d'Eivissa té un carrer a Dalt Vila (Eivissa) en la seva antiga casa familiar, avui conguda com Casa Tur de Montis.